# Ivanovci (Valpovo)
Pour les articles homonymes, voir Ivanovci.
Ivanovci est un village de la municipalité de Valpovo (Comitat d'Osijek-Baranja) en Croatie. Au recensement de 2011, la ville comptait 460 habitants.